# 차층사오주
차층사오주(태국어: ฉะเชิงเทรา)는 태국의 주(짱왓)이다. 이웃한 주는 북쪽부터 시계 방향으로 쁘라찐부리 주, 사깨오 주, 짠타부리 주, 촌부리 주, 사뭇쁘라깐 주, 방콕, 빠툼타니 주, 나콘나욕 주가 있다. 또한 타이만의 짧은 해안을 가진다.

## 지리
주의 서부는 방빠꽁강 유역의 낮은 평야로, 광대한 벼농사 지대이다. 동쪽은 약간의 구릉성 지형으로, 평균 고도는 해발 100m가 넘는다.

## 역사
차층사오 또는 뺏리우는 중부 지방의 주였다. 주는 아유타야 왕조의 보롬뜨라일로까낫 왕 치세 때로 거슬러 올라가는 오랜 역사를 가진다. 대부분의 사람들은 방빠꽁강과 수로를 따라 정착했다. '루앙포 푸타 소톤'은 뺏리우 사람들의 신앙의 중심지였다. 과거에 차층사오는 국방부하에서의 4등급 도시였다. 라마 1세의 치세 때 도시는 내무부의 소속이 되었다. 라마 5세의 행정 체계 개편 때 차층사오는 쁘라찐부리권의 도시가 되었다. 1916년에 도시에서 주가 되었다. 차층사오는 크메르어로 '깊은 운하'를 의미한다.

## 행정 구역
주에는 11개의 암프(군)와 더 세부 행정구역인 93개의 땀본 그리고 859개의 무반 (행정 구역)이 있다.
| 1. 므앙차층사오군 2. 방클라군 3. 방남쁘리아우군 4. 방빠꽁군 5. 반포군 6. 파놈사라캄군 | 1. 랏차산군 2. 사남차이켓군 3. 플랭야오군 4. 타따키압군 5. 클롱크안군 |